# Шармансак
Шарманса́к (фр. и окс. Charmensac) — коммуна во Франции, находится в регионе Овернь. Департамент — Канталь. Входит в состав кантона Алланш. Округ коммуны — Сен-Флур.
Код INSEE коммуны — 15043.
Коммуна расположена приблизительно в 410 км к югу от Парижа, в 65 км южнее Клермон-Феррана, в 65 км к северо-востоку от Орийака.

## Население
Население коммуны на 2008 год составляло 92 человека.
| 1962 | 1968 | 1975 | 1982 | 1990 | 1999 | 2008 |
| ---- | ---- | ---- | ---- | ---- | ---- | ---- |
| 130  | 164  | 140  | 118  | 118  | 130  | 92   |

## Администрация
| Период | Период | Фамилия      | Партия | Примечания |
| ------ | ------ | ------------ | ------ | ---------- |
| 2001   | 2008   | Роже Мерль   |        |            |
| 2008   |        | Бернар Рейно |        |            |

## Экономика

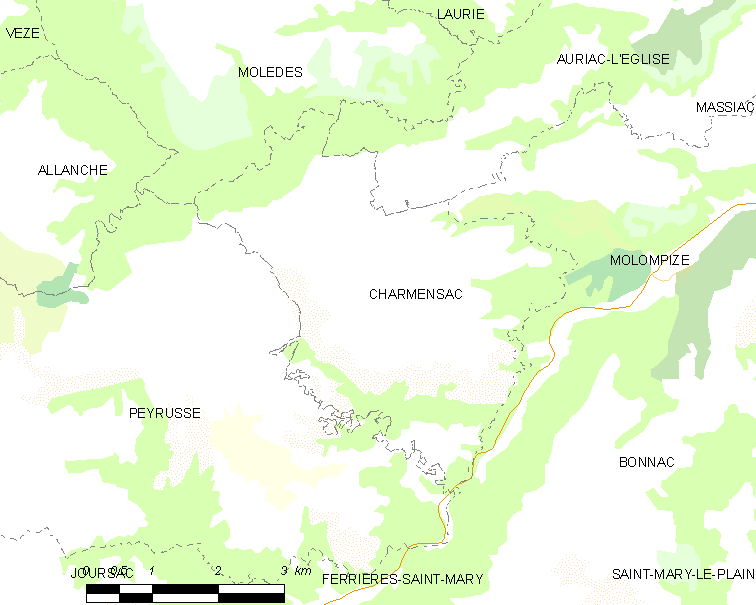
Карта коммуны

В 2007 году среди 65 человек в трудоспособном возрасте (15—64 лет) 47 были экономически активными, 18 — неактивными (показатель активности — 72,3 %, в 1999 году было 66,3 %). Из 47 активных работали 41 человек (26 мужчин и 15 женщин), безработных было 6 (5 мужчин и 1 женщина). Среди 18 неактивных 9 человек были учениками или студентами, 7 — пенсионерами, 2 были неактивными по другим причинам.